# Чемпіонат Оману з футболу
Професіональна ліга Оману (араб. دوري المحترفين عمان) — чемпіонат футбольних клубів Оману, що проводиться з 1976 року.

## Історія
Через п'ять років після першого розіграшу Кубка султана Кабуса, в сезоні 1975/76 пройшов перший неофіційний чемпіонат Оману, а вже з 1976 року турнір отримав офіційний статус. У перших двох сезонах тодішнього нового чемпіонату титул здобувала «Фанджа» (перший 1975/76 в статистиці не зараховується, оскільки був неофіційним).
До кінця 1980-х чемпіонат проходив під назвою Суперліга. З сезону 2008/09 телекомунікаційна компанія Omantel є головним спонсором ліги. Напередодні сезону 2013/14 було оголошено, що ліга відтепер отримає статус професіональної, а нова офіційна назва ліги — Omantel Professional League в честь титульного спонсора, найбільшої в країні телекомунікаційної компанії.

## Список чемпіонів
| Сезон     | Чемпіон        | Віце-чемпіон |
| --------- | -------------- | ------------ |
| 1976—1977 | Фанджа (1)     |              |
| 1977—1978 | Руві (1)       |              |
| 1978—1979 | Фанджа (2)     |              |
| 1979—1980 | Ан-Наср (1)    |              |
| 1980—1981 | Ан-Наср (2)    |              |
| 1981—1982 | Аглі Сідаб (1) |              |
| 1982—1983 | Дофар (1)      | Ан-Наср      |
| 1983—1984 | Фанджа (3)     | Аглі Сідаб   |
| 1984—1985 | Дофар (2)      | Ан-Наср      |
| 1985—1986 | Фанджа (4)     | Аль-Іттіхад  |
| 1986—1987 | Фанджа (5)     |              |
| 1987—1988 | Фанджа (6)     | Дофар        |
| 1988—1989 | Ан-Наср (3)    |              |
| 1989—1990 | Дофар (3)      | Ан-Наср      |

| Сезон     | Чемпіон         | Віце-чемпіон |
| --------- | --------------- | ------------ |
| 1990—1991 | Фанджа (7)      |              |
| 1991—1992 | Дофар (4)       | Аль-Оруба    |
| 1992—1993 | Дофар (5)       |              |
| 1993—1994 | Дофар (6)       |              |
| 1994—1995 | Сур (1)         | Аль-Сіб      |
| 1995—1996 | Сур (2)         | Оман Клуб    |
| 1996—1997 | Оман Клуб (1)   | Сур          |
| 1997—1998 | Ан-Наср (4)     | Сур          |
| 1998—1999 | Дофар (7)       | Ан-Наср      |
| 1999—2000 | Аль-Оруба (1)   | Ан-Наср      |
| 2000—2001 | Дофар (8)       | Аль-Оруба    |
| 2001—2002 | Аль-Оруба (2)   | Сур          |
| 2002—2003 | Маскат Клаб (2) | Дофар        |
| 2003—2004 | Ан-Наср (5)     | Маскат Клаб  |

| Сезон     | Чемпіон         | Віце-чемпіон |
| --------- | --------------- | ------------ |
| 2004—2005 | Дофар (9)       | Аль-Оруба    |
| 2005—2006 | Маскат Клаб (3) | Ан-Нагда     |
| 2006—2007 | Ан-Нагда (1)    | Аль-Оруба    |
| 2007—2008 | Аль-Оруба (3)   | Дофар        |
| 2008—2009 | Ан-Нагда (2)    | Маскат Клаб  |
| 2009—2010 | Ес-Сувайк (1)   | Дофар        |
| 2010—2011 | Ес-Сувайк (2)   | Аль-Оруба    |
| 2011—2012 | Фанджа (8)      | Аш-Шабаб     |
| 2012—2013 | Ес-Сувайк (3)   | Фанджа       |
| 2013—2014 | Ан-Нагда (3)    | Фанджа       |
| 2014—2015 | Аль-Оруба (4)   | Фанджа       |
| 2015—2016 | Фанджа (9)      | Ес-Сувайк    |
| 2016—2017 | Дофар (10)      | Аш-Шабаб     |
| 2017—2018 | Ес-Сувайк (4)   | Аш-Шабаб     |
| 2018—2019 | Дофар (11)      | Ан-Наср      |